# 田宮賢太朗
田宮 賢太朗（たみや けんたろう、1984年7月11日 - ）は、日本の元俳優、元子役。

## 来歴・人物
1995年、「お正月スペシャル サザエさん カツオオーディションを受けるの巻」のカツオ役で、安達祐実を相手に堂々たる演技力を発揮し注目される。
1996年、東陽一監督の「絵の中のぼくの村」のセンジ役では長塚京三、原田美枝子らベテラン陣を相手に、持ち前の肝の太さをみせ、その透き通るような透明感あふれる演技は、1996年キネマ旬報ベストテン第5位、ベルリン映画祭銀熊特別表彰などの栄誉に輝く原動力となったとまでいわれた。しかし、学業を優先させるとの両親の意向により芸能界を引退。

## 出演作品

### ドラマ
- 地球戦隊ファイブマン（1990年） - 星川健（幼少期）役
- 忍者戦隊カクレンジャー 第37話（1994年10月28日, ANB）
- お正月スペシャル サザエさん カツオオーディションを受けるの巻（1995年・CX）- カツオ 役
- 世にも奇妙な物語 春の特別編「地図にない町」（1995年4月3日、CX）
- お正月スペシャル サザエさん 磯野家分裂の危機、サザエさん細腕繁盛記、福の神が来た!?の豪華三本立てで送る元気な家族の笑いと涙の玉手箱!!（1996年・CX） - カツオ 役
- 勝利の女神（1996年・CX） - 大石貫太 役
- タブロイド 第2話（1998年10月21日、CX） - 太田和彦 役

### 映画
- 絵の中のぼくの村 （1996年）- センジ 役

| スタブアイコン | サブスタブ | この項目は、まだ閲覧者の調べものの参照としては役立たない、俳優（男優・女優）に関連した書きかけの項目です。この項目を加筆・訂正などしてくださる協力者を求めています（P:映画/PJ芸能人）。 |